# Paolo Vitelli
Paolo Vitelli (né à Città di Castello en 1461 et mort à Florence le 1er octobre 1499) était un chevalier et condottiere italien ainsi que seigneur de Montone. Il est le frère de Vitellozzo Vitelli, un autre condottiere. Il a travaillé comme mercenaire pour la république de Florence. Soupçonné de trahison il a été exécuté.

## Biographie
Seigneur de Montone, il est le fils de Niccolo et le frère de Vitellozzo, Giovanni, Camillo et Giulio. Condottiere émérite fier et impulsif, il est chargé par son frère Camillo des basses œuvres dont celle notamment de pendre les membres du clan Giustini. Au service du roi Charles VIII, il combat les Aragonais avant d'être engagé par les Florentins pour combattre Pise pour un salaire de 40 000 ducats par an. En 1494, il remporte une victoire contre le condottiere vénitien Marco Martinengo. Il fait crever les yeux des arquebusiers prisonniers et  couper les mains des canonniers. En 1495, il négocie une trêve au lieu de combattre. Les Florentins prennent Pise par surprise à la suite du retrait des Vénitiens et lui demandent des comptes. Le 10 août 1499, suspecté de trahison, il est capturé, soumis à la torture, condamné et décapité. 
Il a deux fils : Niccolò I et Chiappino I, ainsi qu'un fils naturel : Alessandro.